# Classique Dunkerque Grand prix des Hauts-de-France
La Classique Dunkerque Grand prix des Hauts-de-France est une course cycliste d'un jour créée en 2025, elle fait partie de l'UCI ProSeries (le deuxième niveau mondial).
La première édition a lieu le 13 mai 2025.

## Création
En 2024, les organisateurs de la course à étapes des Quatre Jours de Dunkerque décident de moderniser le format de la compétition. Ils constatent que beaucoup d'équipes professionnelles privilégient de plus en plus des courses d'un jour afin de glaner le plus de points UCI possibles. Cette stratégie risque de réduire l'attractivité de leur compétition et les organisateurs ont décidé d'anticiper un potentiel déclin avec un nouveau format.
Ainsi, ils décident de réduire d'un jour, et d'une étape, les Quatre Jours de Dunkerque. Pour remplacer ce premier jour de compétition, les organisateurs créent la Classique Dunkerque Grand prix des Hauts-de-France. Dans cette nouvelle formule, les équipes et coureurs sont incités à participer aux deux épreuves afin de remporter davantage de points que dans la formule précédente pour un même nombre de jours de compétitions.
Dans le premier communiqué officiel des organisateurs, la Classique Dunkerque était annoncée en catégorie 1.1 de l'UCI Europe Tour (troisième niveau mondial). Cependant, la course est maintenant annoncée sur le site de l'UCI en catégorie 1.Pro de l'UCI ProSeries (deuxième niveau mondial). Ce changement augmente le nombre de points distribués lors de l'épreuve et permet à davantage d'équipes WorldTeam de participer.

## Parcours
Le parcours de la première édition n'a pas encore été dévoilé mais les organisateurs souhaitent que la course se déroule en partie à l'extérieur de Dunkerque.

## Palmarès
| Année | Vainqueur        | Deuxième      | Troisième       |
| ----- | ---------------- | ------------- | --------------- |
| 2025  | Pascal Ackermann | Biniam Girmay | Alberto Dainese |